# Таболейру-Гранди
Таболейру-Гранди (порт. Taboleiro Grande)  —  муниципалитет в Бразилии, входит в штат Риу-Гранди-ду-Норти. Составная часть мезорегиона Запад штата Риу-Гранди-ду-Норти. Входит в экономико-статистический  микрорегион Пау-дус-Феррус. Население составляет 1998 человек на 2006 год. Занимает площадь 124,094 км². Плотность населения — 16,1 чел./км².

## Статистика
- Валовой внутренний продукт на 2003 год составляет 5 056 512,00 реалов (данные: Бразильский институт географии и статистики).
- Валовой внутренний продукт на душу населения на 2003 год составляет 2513,18 реалов (данные: Бразильский институт географии и статистики).
- Индекс развития человеческого потенциала на 2000 год составляет 0,641 (данные: Программа развития ООН).